# 龟咯岛
龟咯岛是一座距海上1公里的笨珍的红树林的岛屿。龟咯岛位于柔佛州笨珍县的西南部，位置朝马来西亚半岛丹绒比艾西北部。

## 地理
龟咯岛位于柔佛州内陆约1公里处，面积有6.472平方公里。该岛主要被红树林和滩涂所覆盖，并有8平方公里滩涂环绕着。2018年，有传言称该岛拥有大量金矿。

## 历史
龟咯岛作为一个穷乡僻壤，在1990年代开始改变。当科学家开始专注于岛上的生物多样性独特的生态特征。在维护这个独特栖息地的利益时，龟咯岛于1997年3月27日被宪报公布为国家公园，然而目前已经被柔佛州政府取消资格。在2003年1月时，这座岛被设在日内瓦的拉姆萨尔公约誉为“国际重要湿地”。

## 生态
龟咯岛由各种野生动物组成，例如猴子，野猪，弹涂鱼等。

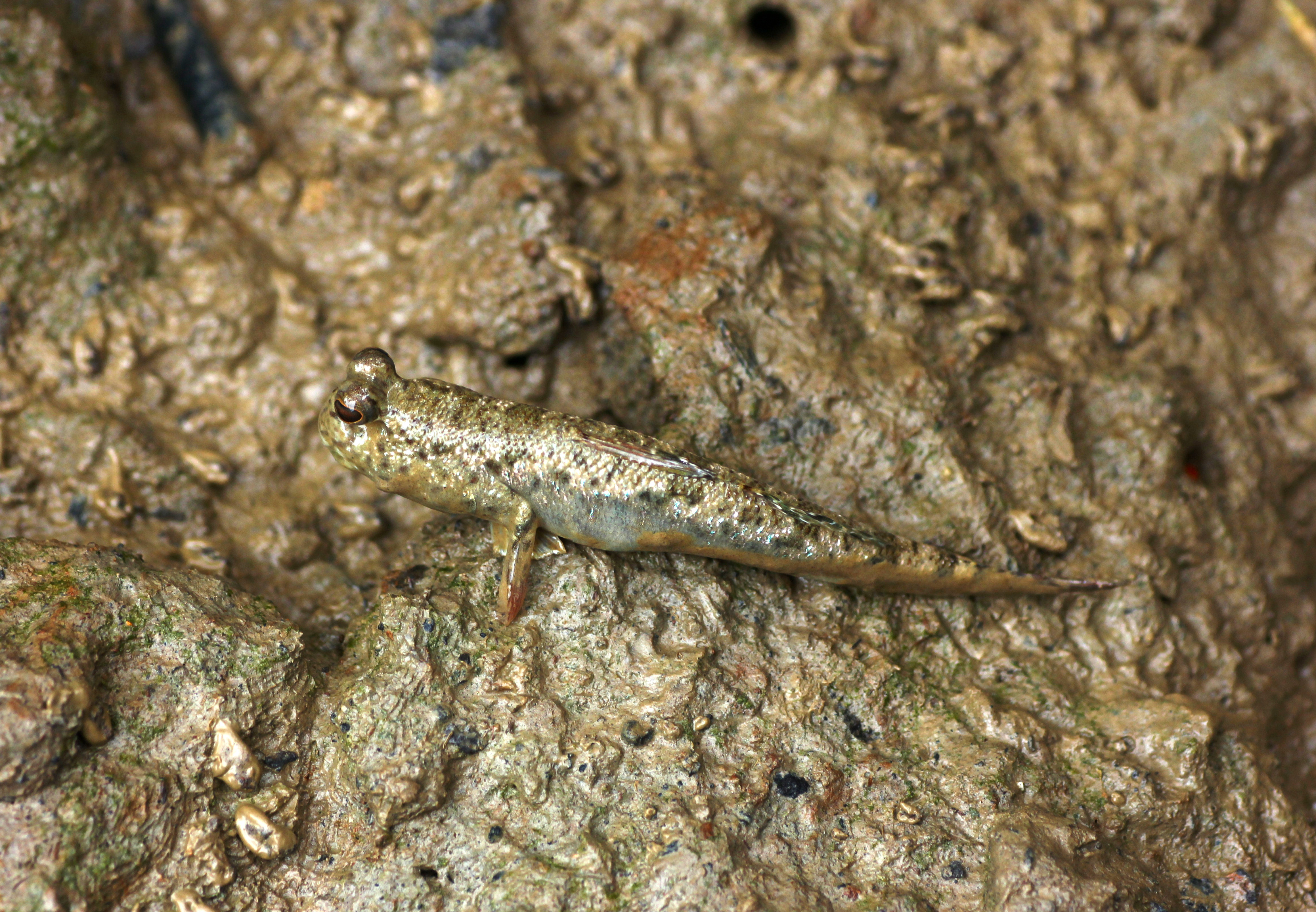
弹涂鱼
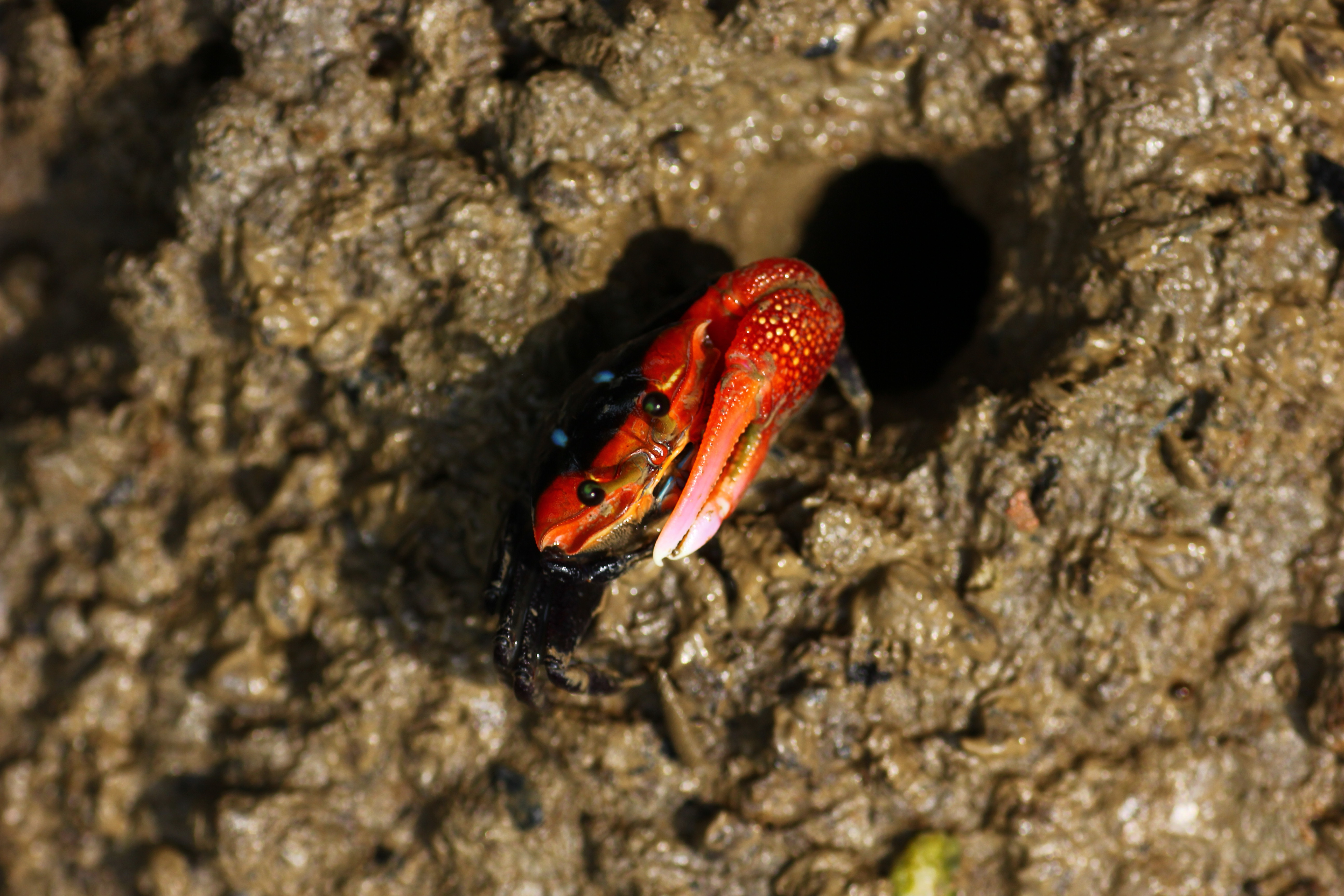
招潮蟹
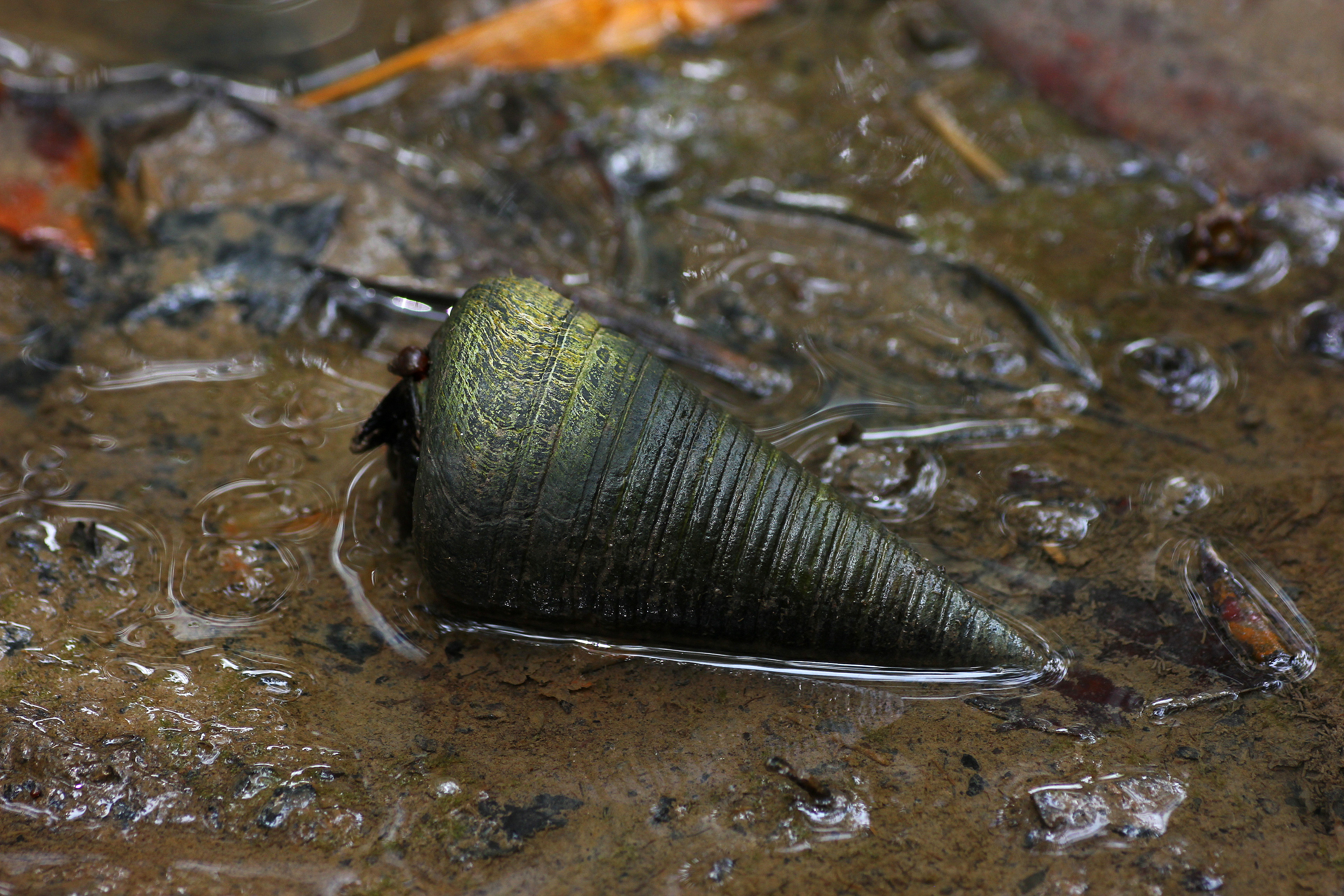
望遠鏡螺
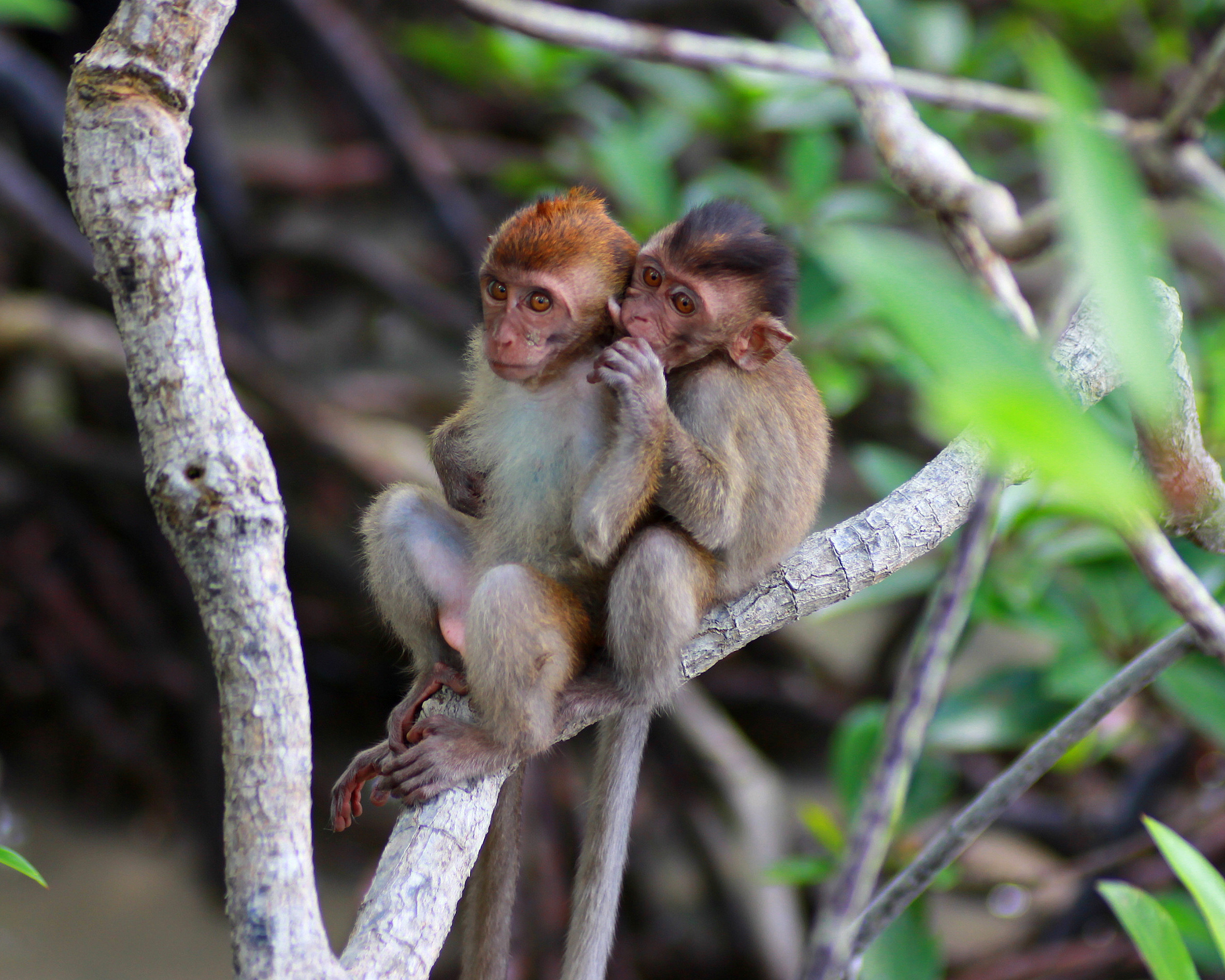
猴子
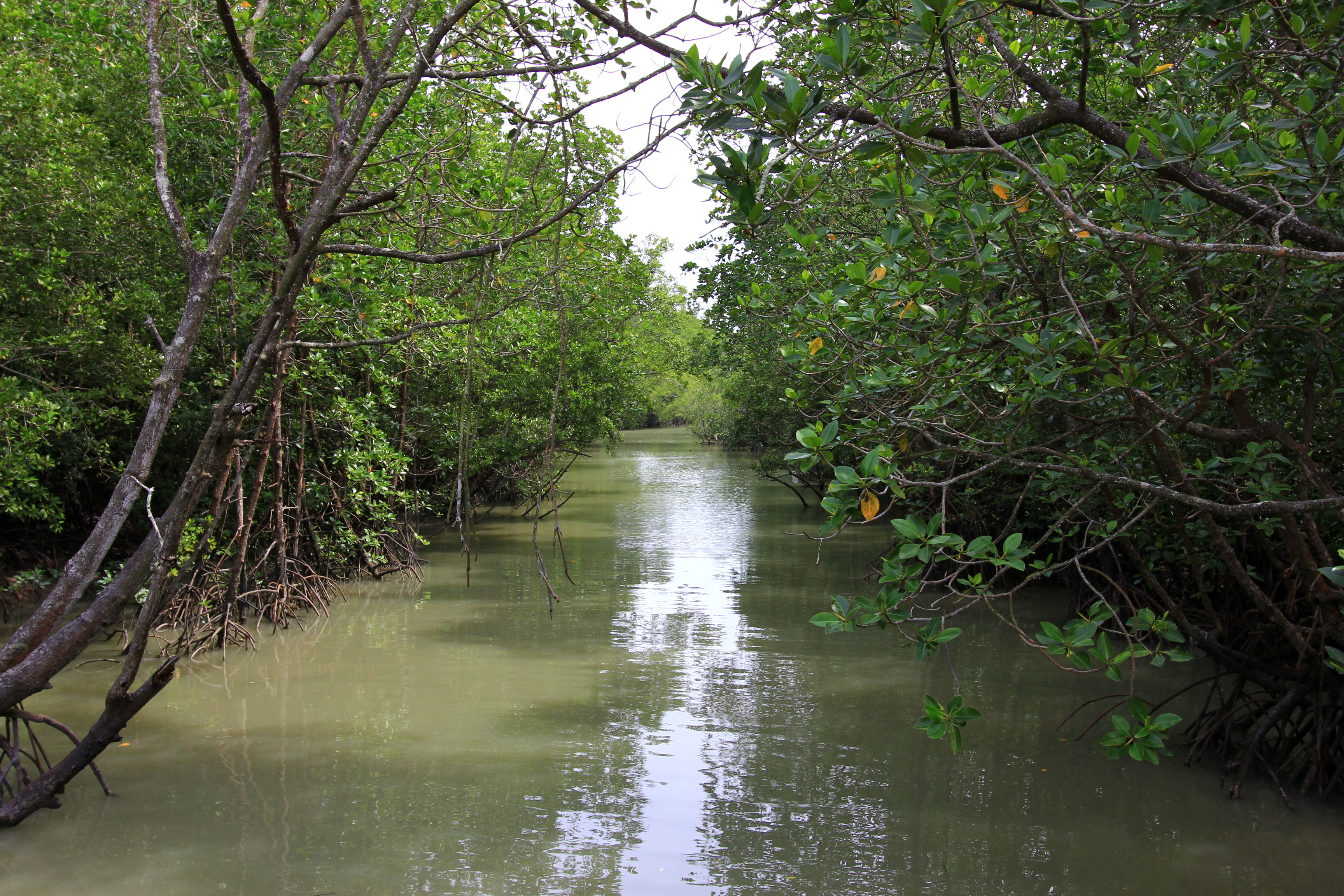
红树林